# Burial Choir
Burial Choir (englisch Beerdigungschor) ist eine finnische Funeral-Doom-Band.

## Geschichte
Im Jahr 2016 veröffentlichten Mikko Lehto von October Falls und Mika Havumäki erste Aufnahmen ihres gemeinsamen Projektes Burial Choir als Musikdownload über Bandcamp, die vom Decibel in einer Demo-Rezension als „hoffnungslos und exquisit“ gelobt wurden. Das vermeintliche Demo wurde von der Band als Debüt auf der Suche nach einem Label beworben. Das polnische Unternehmen Fallen Temple reagierte und veröffentlichte Iconoclast 2017 als MC und CD sowie die nachkommenden Studioalben als Musikdownload, MC und CD.
Mit The Eucharist of Martyrs erschien 2021 ein Folgealbum, das international positive Resonanz erfuhr. Es sei zwar „eintönig“, jedoch funktioniere das Album „gut am Stück, weil der Hörer von der beschwörenden Mucke förmlich eingelullt“ würde. Auch weitere Rezensenten verwiesen darauf, dass The Eucharist of Martyrs als ganzes wahrzunehmen sei und nicht Stückweise gehört werden sollte. Als Album sei es jedoch „eine feine Scheibe für Liebhaber des Genres“, sowie „ein absolutes Vergnügen“, wie die Musiker „Aspekte der Trostlosigkeit“ vereinen. Die Harmonien erscheinen nachhallend, „köstlich und wunderschön“, wodurch die gesamte Hörerfahrung als „eine schmerzlose Kommunion“ erscheine. Insgesamt sei es „all jenen zu empfehlen, die ein extrem langsames Tempo, eine schläfrige Atmosphäre und dennoch genug Dramatik, die in die Welt der Leere und Verzweiflung führt, mögen.“ Kritik wurde indes am Layout und Druck des Begleitmaterials geübt. Die Farbkombination aus dunkelbraunen Buchstaben auf schwarzem Grund sei kaum zu entziffern.
Das dritte Album Descension of Firmament erschien im darauf folgenden Jahr. Die Rezeption fiel geringer aus als beim vorherigen Album. Dabei wurde das Album erneut gelobt. Das Fehlen an Originalität sei bei dem Album, „das gut produziert“ und gespielt sei und „durchgehend eine schwermütige und ergreifende Stimmung“ erzeuge zu verkraften. Dabei erreiche das Duo einen „Gipfel ergreifender Melancholie“ und das Album zähle zu den besten Genre-Veröffentlichungen 2022.

## Stil
Die von Burial Choir gespielte Musik wird als sterotyper atmosphärischer Funeral Doom in der Tradition von Pantheist und Funeral wahrgenommen. Über ihre Veröffentlichungen hinweg variierte die Band den Stil nicht. Dabei kombiniere die Band „tonnenschwere Riffs, traurig anmutende, etwas an Paradise Lost erinnernde Gitarrenmelodien, träges Schlagzeug und tiefe, verzweifelte Growls.“

## Diskografie
- 2016: Iconoclast (Album; Download, Selbstverlag; 2017: MC, CD: Fallen Temple)
- 2021: The Eucharist of Martyrs (Album; MC, CD, Download, Fallen Temple)
- 2022: Descension of Firmament (Album; MC, CD, Download, Fallen Temple)